# Medagliati ai campionati del mondo di atletica leggera - Uomini
Questa lista riporta l'elenco dei medagliati maschili ai Campionati del mondo di atletica leggera.
| Corse piane : 100 m - 200 m - 400 m - 800 m - 1 500 m - 5 000 m - 10 000 m Corse a ostacoli : 110 m hs - 400 m hs - 3 000 m siepi Prove su strada : Maratona - Marcia 20 km - Marcia 35 km - Marcia 50 km Salti : Asta - Alto - Lungo - Triplo Lanci : Peso - Disco - Martello - Giavellotto Prove multiple : Decathlon Staffette : 4×100 m - 4×400 m |

## 100 metri piani
| Edizione                | Oro               | Argento           | Bronzo                          |
| ----------------------- | ----------------- | ----------------- | ------------------------------- |
| Helsinki 1983           | Carl Lewis        | Calvin Smith      | Emmit King                      |
| Roma 1987               | Carl Lewis        | Ray Stewart       | Linford Christie                |
| Tokyo 1991              | Carl Lewis        | Leroy Burrell     | Dennis Mitchell                 |
| Stoccarda 1993          | Linford Christie  | Andre Cason       | Dennis Mitchell                 |
| Göteborg 1995           | Donovan Bailey    | Bruny Surin       | Ato Boldon                      |
| Atene 1997              | Maurice Greene    | Donovan Bailey    | Tim Montgomery                  |
| Siviglia 1999           | Maurice Greene    | Bruny Surin       | Dwain Chambers                  |
| Edmonton 2001           | Maurice Greene    | Bernard Williams  | Ato Boldon                      |
| Parigi Saint-Denis 2003 | Kim Collins       | Darrel Brown      | Darren Campbell                 |
| Helsinki 2005           | Justin Gatlin     | Michael Frater    | Kim Collins                     |
| Osaka 2007              | Tyson Gay         | Derrick Atkins    | Asafa Powell                    |
| Berlino 2009            | Usain Bolt        | Tyson Gay         | Asafa Powell                    |
| Taegu 2011              | Yohan Blake       | Walter Dix        | Kim Collins                     |
| Mosca 2013              | Usain Bolt        | Justin Gatlin     | Nesta Carter                    |
| Pechino 2015            | Usain Bolt        | Justin Gatlin     | Trayvon Bromell Andre De Grasse |
| Londra 2017             | Justin Gatlin     | Christian Coleman | Usain Bolt                      |
| Doha 2019               | Christian Coleman | Justin Gatlin     | Andre De Grasse                 |
| Oregon 2022             | Fred Kerley       | Marvin Bracy      | Trayvon Bromell                 |
| Budapest 2023           | Noah Lyles        | Letsile Tebogo    | Zharnel Hughes                  |

Solo sette nazionali si sono aggiudicate le 58 medaglie assegnate nei 100 metri piani: Stati Uniti (12, 11, 6); Giamaica (4, 2, 4); Canada (1, 3, 2); Gran Bretagna (1, 0, 4); Saint Kitts e Nevis (1, 0, 2); Trinidad e Tobago (0, 1, 2), Botswana (0, 1, 0). e Bahamas (0, 1, 0).
Atleti più titolati: Usain Bolt (3, 0, 1), Carl Lewis e Maurice Greene (3, 0, 0), Lewis tuttavia riuscì nell'impresa quando la manifestazione aveva ancora cadenza quadriennale.

## 200 metri piani
| Edizione                | Oro                   | Argento              | Bronzo                     |
| ----------------------- | --------------------- | -------------------- | -------------------------- |
| Helsinki 1983           | Calvin Smith          | Elliott Quow         | Pietro Mennea              |
| Roma 1987               | Calvin Smith          | Gilles Quénéhervé    | John Regis                 |
| Tokyo 1991              | Michael Johnson       | Frank Fredericks     | Atlee Mahorn               |
| Stoccarda 1993          | Frank Fredericks      | John Regis           | Carl Lewis                 |
| Göteborg 1995           | Michael Johnson       | Frank Fredericks     | Jeff Williams              |
| Atene 1997              | Ato Boldon            | Frank Fredericks     | Claudinei da Silva         |
| Siviglia 1999           | Maurice Greene        | Claudinei da Silva   | Francis Obikwelu           |
| Edmonton 2001           | Kōnstantinos Kenterīs | Christopher Williams | Kim Collins Shawn Crawford |
| Parigi Saint-Denis 2003 | John Capel            | Darvis Patton        | Shingo Suetsugu            |
| Helsinki 2005           | Justin Gatlin         | Wallace Spearmon     | John Capel                 |
| Osaka 2007              | Tyson Gay             | Usain Bolt           | Wallace Spearmon           |
| Berlino 2009            | Usain Bolt            | Alonso Edward        | Wallace Spearmon           |
| Taegu 2011              | Usain Bolt            | Walter Dix           | Christophe Lemaitre        |
| Mosca 2013              | Usain Bolt            | Warren Weir          | Curtis Mitchell            |
| Pechino 2015            | Usain Bolt            | Justin Gatlin        | Anaso Jobodwana            |
| Londra 2017             | Ramil Guliyev         | Wayde van Niekerk    | Jereem Richards            |
| Doha 2019               | Noah Lyles            | Andre De Grasse      | Álex Quiñónez              |
| Oregon 2022             | Noah Lyles            | Kenneth Bednarek     | Erriyon Knighton           |
| Budapest 2023           | Noah Lyles            | Erriyon Knighton     | Letsile Tebogo             |

Nazioni più titolate: Stati Uniti (11, 7, 8); Giamaica (4, 3, 0); Namibia (1, 3, 0).
Atleti più titolati: Usain Bolt (4, 1, 0); Calvin Smith, Noah Lyles (3, 0, 0); Michael Johnson (2, 0, 0); Frank Fredericks (1, 3, 0).

## 400 metri piani
| Edizione                | Oro               | Argento              | Bronzo               |
| ----------------------- | ----------------- | -------------------- | -------------------- |
| Helsinki 1983           | Bert Cameron      | Michael Franks       | Sunder Nix           |
| Roma 1987               | Thomas Schönlebe  | Innocent Egbunike    | Butch Reynolds       |
| Tokyo 1991              | Antonio Pettigrew | Roger Black          | Danny Everett        |
| Stoccarda 1993          | Michael Johnson   | Butch Reynolds       | Samson Kitur         |
| Göteborg 1995           | Michael Johnson   | Butch Reynolds       | Gregory Haughton     |
| Atene 1997              | Michael Johnson   | Davis Kamoga         | Tyree Washington     |
| Siviglia 1999           | Michael Johnson   | Sanderlei Parrela    | Alejandro Cárdenas   |
| Edmonton 2001           | Avard Moncur      | Ingo Schultz         | Gregory Haughton     |
| Parigi Saint-Denis 2003 | Tyree Washington  | Marc Raquil          | Michael Blackwood    |
| Helsinki 2005           | Jeremy Wariner    | Andrew Rock          | Tyler Christopher    |
| Osaka 2007              | Jeremy Wariner    | LaShawn Merritt      | Angelo Taylor        |
| Berlino 2009            | LaShawn Merritt   | Jeremy Wariner       | Renny Quow           |
| Taegu 2011              | Kirani James      | LaShawn Merritt      | Kévin Borlée         |
| Mosca 2013              | LaShawn Merritt   | Tony McQuay          | Luguelín Santos      |
| Pechino 2015            | Wayde van Niekerk | LaShawn Merritt      | Kirani James         |
| Londra 2017             | Wayde van Niekerk | Steven Gardiner      | Abdalelah Haroun     |
| Doha 2019               | Steven Gardiner   | Anthony Zambrano     | Fred Kerley          |
| Oregon 2022             | Michael Norman    | Kirani James         | Matthew Hudson-Smith |
| Budapest 2023           | Antonio Watson    | Matthew Hudson-Smith | Quincy Hall          |

## 800 metri piani
| Edizione                | Oro                   | Argento              | Bronzo             |
| ----------------------- | --------------------- | -------------------- | ------------------ |
| Helsinki 1983           | Willi Wülbeck         | Rob Druppers         | Joaquim Cruz       |
| Roma 1987               | Billy Konchellah      | Peter Elliott        | José Luíz Barbosa  |
| Tokyo 1991              | Billy Konchellah      | José Luíz Barbosa    | Mark Everett       |
| Stoccarda 1993          | Paul Ruto             | Giuseppe D'Urso      | Billy Konchellah   |
| Göteborg 1995           | Wilson Kipketer       | Arthémon Hatungimana | Vebjørn Rodal      |
| Atene 1997              | Wilson Kipketer       | Norberto Téllez      | Rich Kenah         |
| Siviglia 1999           | Wilson Kipketer       | Hezekiél Sepeng      | Djabir Saïd-Guerni |
| Edmonton 2001           | André Bucher          | Wilfred Bungei       | Paweł Czapiewski   |
| Parigi Saint-Denis 2003 | Djabir Saïd-Guerni    | Jurij Borzakovskij   | Mbulaeni Mulaudzi  |
| Helsinki 2005           | Rashid Ramzi          | Jurij Borzakovskij   | William Yiampoy    |
| Osaka 2007              | Alfred Kirwa Yego     | Gary Reed            | Jurij Borzakovskij |
| Berlino 2009            | Mbulaeni Mulaudzi     | Alfred Kirwa Yego    | Yusuf Saad Kamel   |
| Taegu 2011              | David Rudisha         | Abubaker Kaki        | Jurij Borzakovskij |
| Mosca 2013              | Mohammed Aman         | Nick Symmonds        | Ayanleh Souleiman  |
| Pechino 2015            | David Rudisha         | Adam Kszczot         | Amel Tuka          |
| Londra 2017             | Pierre-Ambroise Bosse | Adam Kszczot         | Kipyegon Bett      |
| Doha 2019               | Donavan Brazier       | Amel Tuka            | Ferguson Rotich    |
| Oregon 2022             | Emmanuel Korir        | Djamel Sedjati       | Marco Arop         |
| Budapest 2023           | Marco Arop            | Emmanuel Wanyonyi    | Ben Pattison       |

## 1500 metri piani
| Edizione                | Oro                | Argento            | Bronzo             |
| ----------------------- | ------------------ | ------------------ | ------------------ |
| Helsinki 1983           | Steve Cram         | Steve Scott        | Saïd Aouita        |
| Roma 1987               | Abdi Bile          | José Luis González | Jim Spivey         |
| Tokyo 1991              | Noureddine Morceli | Wilfred Kirochi    | Hauke Fuhlbrügge   |
| Stoccarda 1993          | Noureddine Morceli | Fermín Cacho       | Abdi Bile          |
| Göteborg 1995           | Noureddine Morceli | Hicham El Guerrouj | Vénuste Niyongabo  |
| Atene 1997              | Hicham El Guerrouj | Fermín Cacho       | Reyes Estévez      |
| Siviglia 1999           | Hicham El Guerrouj | Noah Ngeny         | Reyes Estévez      |
| Edmonton 2001           | Hicham El Guerrouj | Bernard Lagat      | Driss Maazouzi     |
| Parigi Saint-Denis 2003 | Hicham El Guerrouj | Mehdi Baala        | Ivan Heško         |
| Helsinki 2005           | Rashid Ramzi       | Adil Kaouch        | Rui Silva          |
| Osaka 2007              | Bernard Lagat      | Rashid Ramzi       | Shedrack Korir     |
| Berlino 2009            | Yusuf Saad Kamel   | Deresse Mekonnen   | Bernard Lagat      |
| Taegu 2011              | Asbel Kiprop       | Silas Kiplagat     | Matthew Centrowitz |
| Mosca 2013              | Asbel Kiprop       | Matthew Centrowitz | Johan Cronje       |
| Pechino 2015            | Asbel Kiprop       | Elijah Manangoi    | Abdalaati Iguider  |
| Londra 2017             | Elijah Manangoi    | Timothy Cheruiyot  | Filip Ingebrigtsen |
| Doha 2019               | Timothy Cheruiyot  | Taoufik Makhloufi  | Marcin Lewandowski |
| Oregon 2022             | Jake Wightman      | Jakob Ingebrigtsen | Mohamed Katir      |
| Budapest 2023           | Josh Kerr          | Jakob Ingebrigtsen | Narve Gilje Nordås |

## 5000 metri piani
| Edizione                | Oro                | Argento            | Bronzo               |
| ----------------------- | ------------------ | ------------------ | -------------------- |
| Helsinki 1983           | Eamonn Coghlan     | Werner Schildhauer | Martti Vainio        |
| Roma 1987               | Saïd Aouita        | Domingos Castro    | Jack Buckner         |
| Tokyo 1991              | Yobes Ondieki      | Fita Bayisa        | Brahim Boutayeb      |
| Stoccarda 1993          | Ismael Kirui       | Haile Gebrselassie | Fita Bayisa          |
| Göteborg 1995           | Ismael Kirui       | Khalid Boulami     | Shem Kororia         |
| Atene 1997              | Daniel Komen       | Khalid Boulami     | Tom Nyariki          |
| Siviglia 1999           | Salah Hissou       | Benjamin Limo      | Mohammed Mourhit     |
| Edmonton 2001           | Richard Limo       | Million Wolde      | John Kibowen         |
| Parigi Saint-Denis 2003 | Eliud Kipchoge     | Hicham El Guerrouj | Kenenisa Bekele      |
| Helsinki 2005           | Benjamin Limo      | Sileshi Sihine     | Craig Mottram        |
| Osaka 2007              | Bernard Lagat      | Eliud Kipchoge     | Moses Ndiema Kipsiro |
| Berlino 2009            | Kenenisa Bekele    | Bernard Lagat      | James Kwalia         |
| Taegu 2011              | Mohamed Farah      | Bernard Lagat      | Dejen Gebremeskel    |
| Mosca 2013              | Mohamed Farah      | Hagos Gebrhiwet    | Isiah Koech          |
| Pechino 2015            | Mohamed Farah      | Caleb Ndiku        | Hagos Gebrhiwet      |
| Londra 2017             | Muktar Edris       | Mohamed Farah      | Paul Chelimo         |
| Doha 2019               | Muktar Edris       | Selemon Barega     | Mohammed Ahmed       |
| Oregon 2022             | Jakob Ingebrigtsen | Jacob Krop         | Oscar Chelimo        |
| Budapest 2023           | Jakob Ingebrigtsen | Mohamed Katir      | Jacob Krop           |

## 10000 metri piani
| Edizione                | Oro                | Argento            | Bronzo             |
| ----------------------- | ------------------ | ------------------ | ------------------ |
| Helsinki 1983           | Alberto Cova       | Werner Schildhauer | Hansjörg Kunze     |
| Roma 1987               | Paul Kipkoech      | Francesco Panetta  | Hansjörg Kunze     |
| Tokyo 1991              | Moses Tanui        | Richard Chelimo    | Khalid Skah        |
| Stoccarda 1993          | Haile Gebrselassie | Moses Tanui        | Richard Chelimo    |
| Göteborg 1995           | Haile Gebrselassie | Khalid Skah        | Paul Tergat        |
| Atene 1997              | Haile Gebrselassie | Paul Tergat        | Salah Hissou       |
| Siviglia 1999           | Haile Gebrselassie | Paul Tergat        | Assefa Mezgebu     |
| Edmonton 2001           | Charles Kamathi    | Assefa Mezgebu     | Haile Gebrselassie |
| Parigi Saint-Denis 2003 | Kenenisa Bekele    | Haile Gebrselassie | Sileshi Sihine     |
| Helsinki 2005           | Kenenisa Bekele    | Sileshi Sihine     | Moses Mosop        |
| Osaka 2007              | Kenenisa Bekele    | Sileshi Sihine     | Martin Mathathi    |
| Berlino 2009            | Kenenisa Bekele    | Zersenay Tadese    | Moses Ndiema Masai |
| Taegu 2011              | Ibrahim Jeilan     | Mohamed Farah      | Imane Merga        |
| Mosca 2013              | Mohamed Farah      | Ibrahim Jeilan     | Paul Tanui         |
| Pechino 2015            | Mohamed Farah      | Geoffrey Kamworor  | Paul Tanui         |
| Londra 2017             | Mohamed Farah      | Joshua Cheptegei   | Paul Tanui         |
| Doha 2019               | Joshua Cheptegei   | Yomif Kejelcha     | Rhonex Kipruto     |
| Oregon 2022             | Joshua Cheptegei   | Stanley Mburu      | Jacob Kiplimo      |
| Budapest 2023           | Joshua Cheptegei   | Daniel Ebenyo      | Selemon Barega     |

## 110 metri ostacoli
| Edizione                | Oro              | Argento           | Bronzo                                 |
| ----------------------- | ---------------- | ----------------- | -------------------------------------- |
| Helsinki 1983           | Greg Foster      | Arto Bryggare     | Willie Gault                           |
| Roma 1987               | Greg Foster      | Jon Ridgeon       | Colin Jackson                          |
| Tokyo 1991              | Greg Foster      | Jack Pierce       | Tony Jarrett                           |
| Stoccarda 1993          | Colin Jackson    | Tony Jarrett      | Jack Pierce                            |
| Göteborg 1995           | Allen Johnson    | Tony Jarrett      | Roger Kingdom                          |
| Atene 1997              | Allen Johnson    | Colin Jackson     | Igor Kováč                             |
| Siviglia 1999           | Colin Jackson    | Anier García      | Duane Ross                             |
| Edmonton 2001           | Allen Johnson    | Anier García      | Dudley Dorival                         |
| Parigi Saint-Denis 2003 | Allen Johnson    | Terrence Trammell | Liu Xiang                              |
| Helsinki 2005           | Ladji Doucouré   | Liu Xiang         | Allen Johnson                          |
| Osaka 2007              | Liu Xiang        | Terrence Trammell | David Payne                            |
| Berlino 2009            | Ryan Brathwaite  | Terrence Trammell | David Payne                            |
| Taegu 2011              | Jason Richardson | Liu Xiang         | Andy Turner                            |
| Mosca 2013              | David Oliver     | Ryan Wilson       | Sergej Šubenkov                        |
| Pechino 2015            | Sergej Šubenkov  | Hansle Parchment  | Aries Merritt                          |
| Londra 2017             | Omar McLeod      | Sergej Šubenkov   | Balázs Baji                            |
| Doha 2019               | Grant Holloway   | Sergej Šubenkov   | Pascal Martinot-Lagarde Orlando Ortega |
| Oregon 2022             | Grant Holloway   | Trey Cunningham   | Asier Martínez                         |
| Budapest 2023           | Grant Holloway   | Hansle Parchment  | Daniel Roberts                         |

## 400 metri ostacoli
| Edizione                | Oro               | Argento           | Bronzo             |
| ----------------------- | ----------------- | ----------------- | ------------------ |
| Helsinki 1983           | Edwin Moses       | Harald Schmid     | Aleksandr Kharlov  |
| Roma 1987               | Edwin Moses       | Danny Harris      | Harald Schmid      |
| Tokyo 1991              | Samuel Matete     | Winthrop Graham   | Kriss Akabusi      |
| Stoccarda 1993          | Kevin Young       | Samuel Matete     | Winthrop Graham    |
| Göteborg 1995           | Derrick Adkins    | Samuel Matete     | Stéphane Diagana   |
| Atene 1997              | Stéphane Diagana  | Llewellyn Herbert | Bryan Bronson      |
| Siviglia 1999           | Fabrizio Mori     | Stéphane Diagana  | Marcel Schelbert   |
| Edmonton 2001           | Félix Sánchez     | Fabrizio Mori     | Dai Tamesue        |
| Parigi Saint-Denis 2003 | Félix Sánchez     | Joey Woody        | Periklīs Iakōvakīs |
| Helsinki 2005           | Bershawn Jackson  | James Carter      | Dai Tamesue        |
| Osaka 2007              | Kerron Clement    | Félix Sánchez     | Marek Plawgo       |
| Berlino 2009            | Kerron Clement    | Javier Culson     | Bershawn Jackson   |
| Taegu 2011              | David Greene      | Javier Culson     | L.J. van Zyl       |
| Mosca 2013              | Jehue Gordon      | Michael Tinsley   | Emir Bekrić        |
| Pechino 2015            | Nicholas Bett     | Denis Kudrjavcev  | Jeffery Gibson     |
| Londra 2017             | Karsten Warholm   | Yasmani Copello   | Kerron Clement     |
| Doha 2019               | Karsten Warholm   | Rai Benjamin      | Abderrahman Samba  |
| Oregon 2022             | Alison dos Santos | Rai Benjamin      | Trevor Bassitt     |
| Budapest 2023           | Karsten Warholm   | Kyron McMaster    | Rai Benjamin       |

## 3000 metri siepi
| Edizione                | Oro                  | Argento              | Bronzo                      |
| ----------------------- | -------------------- | -------------------- | --------------------------- |
| Helsinki 1983           | Patriz Ilg           | Bogusław Mamiński    | Colin Reitz                 |
| Roma 1987               | Francesco Panetta    | Hagen Melzer         | William Van Dijck           |
| Tokyo 1991              | Moses Kiptanui       | Patrick Sang         | Azzedine Brahmi             |
| Stoccarda 1993          | Moses Kiptanui       | Patrick Sang         | Alessandro Lambruschini     |
| Göteborg 1995           | Moses Kiptanui       | Christopher Koskei   | Saad Shaddad Al-Asmari      |
| Atene 1997              | Wilson Boit Kipketer | Moses Kiptanui       | Bernard Barmasai            |
| Siviglia 1999           | Christopher Koskei   | Wilson Boit Kipketer | Ali Ezzine                  |
| Edmonton 2001           | Reuben Kosgei        | Ali Ezzine           | Bernard Barmasai            |
| Parigi Saint-Denis 2003 | Saif Saaeed Shaheen  | Ezekiel Kemboi       | Eliseo Martín               |
| Helsinki 2005           | Saif Saaeed Shaheen  | Ezekiel Kemboi       | Brimin Kipruto              |
| Osaka 2007              | Brimin Kipruto       | Ezekiel Kemboi       | Richard Mateelong           |
| Berlino 2009            | Ezekiel Kemboi       | Richard Mateelong    | Bouabdellah Tahri           |
| Taegu 2011              | Ezekiel Kemboi       | Brimin Kipruto       | Mahiedine Mekhissi-Benabbad |
| Mosca 2013              | Ezekiel Kemboi       | Conseslus Kipruto    | Mahiedine Mekhissi-Benabbad |
| Pechino 2015            | Ezekiel Kemboi       | Conseslus Kipruto    | Brimin Kipruto              |
| Londra 2017             | Conseslus Kipruto    | Soufiane el-Bakkali  | Evan Jager                  |
| Doha 2019               | Conseslus Kipruto    | Lamecha Girma        | Soufiane el-Bakkali         |
| Oregon 2022             | Soufiane el-Bakkali  | Lamecha Girma        | Conseslus Kipruto           |
| Budapest 2023           | Soufiane el-Bakkali  | Lamecha Girma        | Abraham Kibiwott            |

## Maratona
| Edizione                | Oro                   | Argento              | Bronzo                  |
| ----------------------- | --------------------- | -------------------- | ----------------------- |
| Helsinki 1983           | Rob de Castella       | Kebede Balcha        | Waldemar Cierpinski     |
| Roma 1987               | Douglas Wakiihuri     | Ahmed Salah          | Gelindo Bordin          |
| Tokyo 1991              | Hiromi Taniguchi      | Ahmed Salah          | Steve Spence            |
| Stoccarda 1993          | Mark Plaatjes         | Luketz Swartbooi     | Bert van Vlaanderen     |
| Göteborg 1995           | Martín Fiz            | Dionicio Cerón       | Luíz Antônio dos Santos |
| Atene 1997              | Abel Antón            | Martín Fiz           | Steve Moneghetti        |
| Siviglia 1999           | Abel Antón            | Vincenzo Modica      | Nobuyuki Sato           |
| Edmonton 2001           | Gezahegne Abera       | Simon Biwott         | Stefano Baldini         |
| Parigi Saint-Denis 2003 | Jaouad Gharib         | Julio Rey            | Stefano Baldini         |
| Helsinki 2005           | Jaouad Gharib         | Christopher Isengwe  | Tsuyoshi Ogata          |
| Osaka 2007              | Luke Kibet            | Mubarak Hassan Shami | Viktor Röthlin          |
| Berlino 2009            | Abel Kirui            | Emmanuel Mutai       | Tsegay Kebede           |
| Taegu 2011              | Abel Kirui            | Vincent Kipruto      | Feyisa Lilesa           |
| Mosca 2013              | Stephen Kiprotich     | Lelisa Desisa        | Tadese Tola             |
| Pechino 2015            | Ghirmay Ghebreslassie | Yemane Tsegay        | Solomon Mutai           |
| Londra 2017             | Geoffrey Kirui        | Tamirat Tola         | Alphonce Simbu          |
| Doha 2019               | Lelisa Desisa         | Mosinet Geremew      | Amos Kipruto            |
| Oregon 2022             | Tamirat Tola          | Mosinet Geremew      | Bashir Abdi             |
| Budapest 2023           | Victor Kiplangat      | Maru Teferi          | Leul Gebresilase        |

## Marcia 20 km
| Edizione                | Oro                 | Argento                    | Bronzo               |
| ----------------------- | ------------------- | -------------------------- | -------------------- |
| Helsinki 1983           | Ernesto Canto       | Jozef Pribilinec           | Evgenij Evsjukov     |
| Roma 1987               | Maurizio Damilano   | Jozef Pribilinec           | José Marín           |
| Tokyo 1991              | Maurizio Damilano   | Michail Ščennikov          | Yevgeniy Misyulya    |
| Stoccarda 1993          | Valentí Massana     | Giovanni De Benedictis     | Daniel Plaza         |
| Göteborg 1995           | Michele Didoni      | Valentí Massana            | Yevgeniy Misyulya    |
| Atene 1997              | Daniel García       | Michail Ščennikov          | Michail Chmjal'nicki |
| Siviglia 1999           | Il'ja Markov        | Jefferson Pérez            | Daniel García        |
| Edmonton 2001           | Roman Rasskazov     | Il'ja Markov               | Viktor Buraev        |
| Parigi Saint-Denis 2003 | Jefferson Pérez     | Francisco Javier Fernández | Roman Rasskazov      |
| Helsinki 2005           | Jefferson Pérez     | Francisco Javier Fernández | Juan Manuel Molina   |
| Osaka 2007              | Jefferson Pérez     | Francisco Javier Fernández | Hatem Ghoula         |
| Berlino 2009            | Wang Hao            | Éder Sánchez               | Giorgio Rubino       |
| Taegu 2011              | Luis Fernando López | Wang Zhen                  | Stanislav Emel'janov |
| Mosca 2013              | Aleksandr Ivanov    | Chen Ding                  | Miguel Ángel López   |
| Pechino 2015            | Miguel Ángel López  | Wang Zhen                  | Benjamin Thorne      |
| Londra 2017             | Éider Arévalo       | Sergej Širobokov           | Caio Bonfim          |
| Doha 2019               | Toshikazu Yamanishi | Vasilij Mizinov            | Perseus Karlström    |
| Oregon 2022             | Toshikazu Yamanishi | Kōki Ikeda                 | Perseus Karlström    |
| Budapest 2023           | Álvaro Martín       | Perseus Karlström          | Caio Bonfim          |

## Marcia 35 km
| Edizione      | Oro           | Argento         | Bronzo            |
| ------------- | ------------- | --------------- | ----------------- |
| Oregon 2022   | Massimo Stano | Masatora Kawano | Perseus Karlström |
| Budapest 2023 | Álvaro Martín | Brian Pintado   | Masatora Kawano   |

## Marcia 50 km
| Edizione                | Oro                 | Argento             | Bronzo              |
| ----------------------- | ------------------- | ------------------- | ------------------- |
| Malmö 1976              | Veniamin Soldatenko | Enrique Vera        | Reima Salonen       |
| Helsinki 1983           | Ronald Weigel       | José Marín          | Sergej Jung         |
| Roma 1987               | Hartwig Gauder      | Ronald Weigel       | Vjačeslav Ivanenko  |
| Tokyo 1991              | Aliaksandr Patašou  | Andrej Perlov       | Hartwig Gauder      |
| Stoccarda 1993          | Jesús Ángel García  | Valentin Kononen    | Valerij Spicyn      |
| Göteborg 1995           | Valentin Kononen    | Giovanni Perricelli | Robert Korzeniowski |
| Atene 1997              | Robert Korzeniowski | Jesús Ángel García  | Miguel Rodríguez    |
| Siviglia 1999           | Ivano Brugnetti     | Nikolay Matyukhin   | Curt Clausen        |
| Edmonton 2001           | Robert Korzeniowski | Jesús Ángel García  | Édgar Hernández     |
| Parigi Saint-Denis 2003 | Robert Korzeniowski | German Skurygin     | Andreas Erm         |
| Helsinki 2005           | Sergej Kirdjapkin   | Aleksej Voevodin    | Alex Schwazer       |
| Osaka 2007              | Nathan Deakes       | Yohann Diniz        | Alex Schwazer       |
| Berlino 2009            | Trond Nymark        | Jesús Ángel García  | Grzegorz Sudoł      |
| Taegu 2011              | Denis Nižegorodov   | Jared Tallent       | Si Tianfeng         |
| Mosca 2013              | Robert Heffernan    | Michail Ryžov       | Jared Tallent       |
| Pechino 2015            | Matej Tóth          | Jared Tallent       | Takayuki Tanii      |
| Londra 2017             | Yohann Diniz        | Hirooki Arai        | Kai Kobayashi       |
| Doha 2019               | Yūsuke Suzuki       | João Vieira         | Evan Dunfee         |

## Salto con l'asta
| Edizione                | Oro                 | Argento            | Bronzo                                            |
| ----------------------- | ------------------- | ------------------ | ------------------------------------------------- |
| Helsinki 1983           | Serhij Bubka        | Konstantin Volkov  | Atanas Tărev                                      |
| Roma 1987               | Serhij Bubka        | Thierry Vigneron   | Rodion Gataullin                                  |
| Tokyo 1991              | Serhij Bubka        | István Bagyula     | Maksim Tarasov                                    |
| Stoccarda 1993          | Serhij Bubka        | Grigorij Egorov    | Maksim Tarasov Igor' Trandenkov                   |
| Göteborg 1995           | Serhij Bubka        | Maksim Tarasov     | Jean Galfione                                     |
| Atene 1997              | Serhij Bubka        | Maksim Tarasov     | Dean Starkey                                      |
| Siviglia 1999           | Maksim Tarasov      | Dmitrij Markov     | Aleksandr Averbuch                                |
| Edmonton 2001           | Dmitrij Markov      | Aleksandr Averbuch | Nick Hysong                                       |
| Parigi Saint-Denis 2003 | Giuseppe Gibilisco  | Okkert Brits       | Patrik Kristiansson                               |
| Helsinki 2005           | Rens Blom           | Brad Walker        | Pavel Gerasimov                                   |
| Osaka 2007              | Brad Walker         | Romain Mesnil      | Danny Ecker                                       |
| Berlino 2009            | Steve Hooker        | Romain Mesnil      | Renaud Lavillenie                                 |
| Taegu 2011              | Paweł Wojciechowski | Lázaro Borges      | Renaud Lavillenie                                 |
| Mosca 2013              | Raphael Holzdeppe   | Renaud Lavillenie  | Björn Otto                                        |
| Pechino 2015            | Shawnacy Barber     | Raphael Holzdeppe  | Paweł Wojciechowski Renaud Lavillenie Piotr Lisek |
| Londra 2017             | Sam Kendricks       | Piotr Lisek        | Renaud Lavillenie                                 |
| Doha 2019               | Sam Kendricks       | Armand Duplantis   | Piotr Lisek                                       |
| Oregon 2022             | Armand Duplantis    | Christopher Nilsen | Ernest John Obiena                                |
| Budapest 2023           | Armand Duplantis    | Ernest John Obiena | Kurtis Marschall Christopher Nilsen               |

## Salto in alto
| Edizione                | Oro                | Argento                            | Bronzo                        |
| ----------------------- | ------------------ | ---------------------------------- | ----------------------------- |
| Helsinki 1983           | Gennadij Avdeenko  | Tyke Peacock                       | Zhu Jianhua                   |
| Roma 1987               | Patrik Sjöberg     | Gennadij Avdeenko Igor' Paklin     | Non assegnato                 |
| Tokyo 1991              | Charles Austin     | Javier Sotomayor                   | Hollis Conway                 |
| Stoccarda 1993          | Javier Sotomayor   | Artur Partyka                      | Steve Smith                   |
| Göteborg 1995           | Troy Kemp          | Javier Sotomayor                   | Artur Partyka                 |
| Atene 1997              | Javier Sotomayor   | Artur Partyka                      | Tim Forsyth                   |
| Siviglia 1999           | Vjačeslav Voronin  | Mark Boswell                       | Martin Buß                    |
| Edmonton 2001           | Martin Buß         | Jaroslav Rybakov Vjačeslav Voronin | Non assegnato                 |
| Parigi Saint-Denis 2003 | Jacques Freitag    | Stefan Holm                        | Mark Boswell                  |
| Helsinki 2005           | Jurij Krymarenko   | Víctor Moya Jaroslav Rybakov       | Non assegnato                 |
| Osaka 2007              | Donald Thomas      | Jaroslav Rybakov                   | Kyriakos Iōannou              |
| Berlino 2009            | Jaroslav Rybakov   | Kyriakos Iōannou                   | Sylwester Bednarek Raúl Spank |
| Taegu 2011              | Jesse Williams     | Aleksej Dmitrik                    | Trevor Barry                  |
| Mosca 2013              | Bohdan Bondarenko  | Mutaz Essa Barshim                 | Derek Drouin                  |
| Pechino 2015            | Derek Drouin       | Bohdan Bondarenko Zhang Guowei     | Non assegnato                 |
| Londra 2017             | Mutaz Essa Barshim | Danil Lysenko                      | Majd Eddin Ghazal             |
| Doha 2019               | Mutaz Essa Barshim | Michail Akimenko                   | Il'ja Ivanjuk                 |
| Oregon 2022             | Mutaz Essa Barshim | Woo Sang-hyeok                     | Andrij Procenko               |
| Budapest 2023           | Gianmarco Tamberi  | JuVaughn Harrison                  | Mutaz Essa Barshim            |

Nazioni più titolate: Russia (2, 5, 0); Cuba (2, 3, 0); Stati Uniti (2, 2, 1).
Atleti più titolati: Mutaz Essa Barshim (3, 1, 1), Javier Sotomayor (2, 2, 0) e Jaroslav Rybakov (1, 3, 0).

## Salto in lungo
| Edizione                | Oro                 | Argento                | Bronzo                 |
| ----------------------- | ------------------- | ---------------------- | ---------------------- |
| Helsinki 1983           | Carl Lewis          | Jason Grimes           | Mike Conley            |
| Roma 1987               | Carl Lewis          | Robert Ėmmijan         | Larry Myricks          |
| Tokyo 1991              | Mike Powell         | Carl Lewis             | Larry Myricks          |
| Stoccarda 1993          | Mike Powell         | Stanislav Tarasenko    | Vitalij Kyrylenko      |
| Göteborg 1995           | Iván Pedroso        | James Beckford         | Mike Powell            |
| Atene 1997              | Iván Pedroso        | Erick Walder           | Kirill Sosunov         |
| Siviglia 1999           | Iván Pedroso        | Yago Lamela            | Gregor Cankar          |
| Edmonton 2001           | Iván Pedroso        | Savanté Stringfellow   | Carlos Calado          |
| Parigi Saint-Denis 2003 | Dwight Phillips     | James Beckford         | Yago Lamela            |
| Helsinki 2005           | Dwight Phillips     | Ignisious Gaisah       | Tommi Evilä            |
| Osaka 2007              | Irving Saladino     | Andrew Howe            | Dwight Phillips        |
| Berlino 2009            | Dwight Phillips     | Godfrey Khotso Mokoena | Mitchell Watt          |
| Taegu 2011              | Dwight Phillips     | Mitchell Watt          | Ngonidzashe Makusha    |
| Mosca 2013              | Aleksandr Men'kov   | Ignisious Gaisah       | Luis Rivera            |
| Pechino 2015            | Greg Rutherford     | Fabrice Lapierre       | Wang Jianan            |
| Londra 2017             | Luvo Manyonga       | Jarrion Lawson         | Ruswahl Samaai         |
| Doha 2019               | Tajay Gayle         | Jeff Henderson         | Juan Miguel Echevarría |
| Oregon 2022             | Wang Jianan         | Miltiadīs Tentoglou    | Simon Ehammer          |
| Budapest 2023           | Miltiadīs Tentoglou | Wayne Pinnock          | Tajay Gayle            |

## Salto triplo
| Edizione                | Oro                  | Argento              | Bronzo               |
| ----------------------- | -------------------- | -------------------- | -------------------- |
| Helsinki 1983           | Zdzisław Hoffmann    | Willie Banks         | Ajayi Agbebaku       |
| Roma 1987               | Hristo Markov        | Mike Conley          | Oleg Sakirkin        |
| Tokyo 1991              | Kenny Harrison       | Leonid Vološin       | Mike Conley          |
| Stoccarda 1993          | Mike Conley          | Leonid Vološin       | Jonathan Edwards     |
| Göteborg 1995           | Jonathan Edwards     | Brian Wellman        | Jérôme Romain        |
| Atene 1997              | Yoelbi Quesada       | Jonathan Edwards     | Aliecer Urrutia      |
| Siviglia 1999           | Charles Friedek      | Rostislav Dimitrov   | Jonathan Edwards     |
| Edmonton 2001           | Jonathan Edwards     | Christian Olsson     | Igor' Spasovchodskij |
| Parigi Saint-Denis 2003 | Christian Olsson     | Yoandri Betanzos     | Leevan Sands         |
| Helsinki 2005           | Walter Davis         | Yoandri Betanzos     | Marian Oprea         |
| Osaka 2007              | Nelson Évora         | Jadel Gregório       | Walter Davis         |
| Berlino 2009            | Phillips Idowu       | Nelson Évora         | Alexis Copello       |
| Taegu 2011              | Christian Taylor     | Phillips Idowu       | Will Claye           |
| Mosca 2013              | Teddy Tamgho         | Pedro Pichardo       | Will Claye           |
| Pechino 2015            | Christian Taylor     | Pedro Pichardo       | Nelson Évora         |
| Londra 2017             | Christian Taylor     | Will Claye           | Nelson Évora         |
| Doha 2019               | Christian Taylor     | Will Claye           | Hugues Fabrice Zango |
| Oregon 2022             | Pedro Pichardo       | Hugues Fabrice Zango | Zhu Yaming           |
| Budapest 2023           | Hugues Fabrice Zango | Lázaro Martínez      | Cristian Nápoles     |

## Getto del peso
| Edizione                | Oro                | Argento           | Bronzo             |
| ----------------------- | ------------------ | ----------------- | ------------------ |
| Helsinki 1983           | Edward Sarul       | Ulf Timmermann    | Remigius Machura   |
| Roma 1987               | Werner Günthör     | Alessandro Andrei | John Brenner       |
| Tokyo 1991              | Werner Günthör     | Lars Arvid Nilsen | Oleksandr Klymenko |
| Stoccarda 1993          | Werner Günthör     | Randy Barnes      | Oleksandr Bahač    |
| Göteborg 1995           | John Godina        | Mika Halvari      | Randy Barnes       |
| Atene 1997              | John Godina        | Oliver-Sven Buder | C.J. Hunter        |
| Siviglia 1999           | C.J. Hunter        | Oliver-Sven Buder | Oleksandr Bahač    |
| Edmonton 2001           | John Godina        | Adam Nelson       | Arsi Harju         |
| Parigi Saint-Denis 2003 | Andrėj Michnevič   | Adam Nelson       | Jurij Bilonoh      |
| Helsinki 2005           | Adam Nelson        | Rutger Smith      | Ralf Bartels       |
| Osaka 2007              | Reese Hoffa        | Adam Nelson       | Rutger Smith       |
| Berlino 2009            | Christian Cantwell | Tomasz Majewski   | Ralf Bartels       |
| Taegu 2011              | David Storl        | Dylan Armstrong   | Christian Cantwell |
| Mosca 2013              | David Storl        | Ryan Whiting      | Dylan Armstrong    |
| Pechino 2015            | Joe Kovacs         | David Storl       | O'Dayne Richards   |
| Londra 2017             | Tomas Walsh        | Joe Kovacs        | Stipe Žunić        |
| Doha 2019               | Joe Kovacs         | Ryan Crouser      | Tomas Walsh        |
| Oregon 2022             | Ryan Crouser       | Joe Kovacs        | Josh Awotunde      |
| Budapest 2023           | Ryan Crouser       | Leonardo Fabbri   | Joe Kovacs         |

Nazioni più titolate: Stati Uniti (10, 7, 5); Svizzera (3, 0, 0); Germania (2, 3, 2).
Atleti più titolati: Werner Günthör e John Godina (3, 0, 0); Joe Kovacs (2, 1, 1); David Storl e (2, 1, 0)

## Lancio del disco
| Edizione                | Oro                | Argento              | Bronzo              |
| ----------------------- | ------------------ | -------------------- | ------------------- |
| Helsinki 1983           | Imrich Bugár       | Luis Delís           | Géjza Valent        |
| Roma 1987               | Jürgen Schult      | John Powell          | Luis Delís          |
| Tokyo 1991              | Lars Riedel        | Erik de Bruin        | Attila Horváth      |
| Stoccarda 1993          | Lars Riedel        | Dmitrij Ševčenko     | Jürgen Schult       |
| Göteborg 1995           | Lars Riedel        | Uladzimir Dubroŭščyk | Vasil' Kapcjuch     |
| Atene 1997              | Lars Riedel        | Virgilijus Alekna    | Jürgen Schult       |
| Siviglia 1999           | Anthony Washington | Jürgen Schult        | Lars Riedel         |
| Edmonton 2001           | Lars Riedel        | Virgilijus Alekna    | Michael Möllenbeck  |
| Parigi Saint-Denis 2003 | Virgilijus Alekna  | Róbert Fazekas       | Vasil' Kapcjuch     |
| Helsinki 2005           | Virgilijus Alekna  | Gerd Kanter          | Michael Möllenbeck  |
| Osaka 2007              | Gerd Kanter        | Robert Harting       | Rutger Smith        |
| Berlino 2009            | Robert Harting     | Piotr Małachowski    | Gerd Kanter         |
| Taegu 2011              | Robert Harting     | Gerd Kanter          | Ehsan Hadadi        |
| Mosca 2013              | Robert Harting     | Piotr Małachowski    | Gerd Kanter         |
| Pechino 2015            | Piotr Małachowski  | Philip Milanov       | Robert Urbanek      |
| Londra 2017             | Andrius Gudžius    | Daniel Ståhl         | Mason Finley        |
| Doha 2019               | Daniel Ståhl       | Fedrick Dacres       | Lukas Weißhaidinger |
| Oregon 2022             | Kristjan Čeh       | Mykolas Alekna       | Andrius Gudžius     |
| Budapest 2023           | Daniel Ståhl       | Kristjan Čeh         | Andrius Gudžius     |

Nazioni più titolate: Germania (8, 2, 5); Lituania (3, 3, 2); Estonia (1, 2, 2).
Atleti più titolati: Lars Riedel (5, 0, 1); Robert Harting (3, 1, 0); Virgilijus Alekna (2, 2, 0); Gerd Kanter (1, 2, 2).

## Lancio del martello
| Edizione                | Oro               | Argento           | Bronzo                        |
| ----------------------- | ----------------- | ----------------- | ----------------------------- |
| Helsinki 1983           | Sergej Litvinov   | Jurij Sedych      | Zdzisław Kwaśny               |
| Roma 1987               | Sergej Litvinov   | Jüri Tamm         | Ralf Haber                    |
| Tokyo 1991              | Jurij Sedych      | Ihar Astapkovič   | Heinz Weis                    |
| Stoccarda 1993          | Andrej Abduvaliev | Ihar Astapkovič   | Tibor Gécsek                  |
| Göteborg 1995           | Andrej Abduvaliev | Ihar Astapkovič   | Tibor Gécsek                  |
| Atene 1997              | Heinz Weis        | Andrij Skvaruk    | Vasili Sidorenko              |
| Siviglia 1999           | Karsten Kobs      | Zsolt Németh      | Vladyslav Piskunov            |
| Edmonton 2001           | Szymon Ziółkowski | Kōji Murofushi    | Il'ja Konovalov               |
| Parigi Saint-Denis 2003 | Ivan Cichan       | Adrián Annus      | Kōji Murofushi                |
| Helsinki 2005           | Szymon Ziółkowski | Markus Esser      | Olli-Pekka Karjalainen        |
| Osaka 2007              | Ivan Cichan       | Primož Kozmus     | Libor Charfreitag             |
| Berlino 2009            | Primož Kozmus     | Szymon Ziółkowski | Aleksej Zagornyj              |
| Taegu 2011              | Kōji Murofushi    | Krisztián Pars    | Primož Kozmus                 |
| Mosca 2013              | Paweł Fajdek      | Krisztián Pars    | Lukáš Melich                  |
| Pechino 2015            | Paweł Fajdek      | Dilšod Nazarov    | Wojciech Nowicki              |
| Londra 2017             | Paweł Fajdek      | Valerij Pronkin   | Wojciech Nowicki              |
| Doha 2019               | Paweł Fajdek      | Quentin Bigot     | Bence Halász Wojciech Nowicki |
| Oregon 2022             | Paweł Fajdek      | Wojciech Nowicki  | Eivind Henriksen              |
| Budapest 2023           | Ethan Katzberg    | Wojciech Nowicki  | Bence Halász                  |

## Lancio del giavellotto
| Edizione                | Oro                 | Argento                | Bronzo                 |
| ----------------------- | ------------------- | ---------------------- | ---------------------- |
| Helsinki 1983           | Detlef Michel       | Tom Petranoff          | Dainis Kūla            |
| Roma 1987               | Seppo Räty          | Viktor Evsjukov        | Jan Železný            |
| Tokyo 1991              | Kimmo Kinnunen      | Seppo Räty             | Vladimir Sasimovič     |
| Stoccarda 1993          | Jan Železný         | Kimmo Kinnunen         | Mick Hill              |
| Göteborg 1995           | Jan Železný         | Steve Backley          | Boris Henry            |
| Atene 1997              | Marius Corbett      | Steve Backley          | Konstadinos Gatsioudis |
| Siviglia 1999           | Aki Parviainen      | Konstadinos Gatsioudis | Jan Železný            |
| Edmonton 2001           | Jan Železný         | Aki Parviainen         | Konstadinos Gatsioudis |
| Parigi Saint-Denis 2003 | Sergej Makarov      | Andrus Värnik          | Boris Henry            |
| Helsinki 2005           | Andrus Värnik       | Andreas Thorkildsen    | Sergej Makarov         |
| Osaka 2007              | Tero Pitkämäki      | Andreas Thorkildsen    | Breaux Greer           |
| Berlino 2009            | Andreas Thorkildsen | Guillermo Martínez     | Yukifumi Murakami      |
| Taegu 2011              | Matthias de Zordo   | Andreas Thorkildsen    | Guillermo Martínez     |
| Mosca 2013              | Vítězslav Veselý    | Tero Pitkämäki         | Dmitrij Tarabin        |
| Pechino 2015            | Julius Yego         | Ihab Abdelrahman       | Tero Pitkämäki         |
| Londra 2017             | Johannes Vetter     | Jakub Vadlejch         | Petr Frydrych          |
| Doha 2019               | Anderson Peters     | Magnus Kirt            | Johannes Vetter        |
| Oregon 2022             | Anderson Peters     | Neeraj Chopra          | Jakub Vadlejch         |
| Budapest 2023           | Neeraj Chopra       | Arshad Nadeem          | Jakub Vadlejch         |

## Decathlon
| Edizione                | Oro            | Argento           | Bronzo              |
| ----------------------- | -------------- | ----------------- | ------------------- |
| Helsinki 1983           | Daley Thompson | Jürgen Hingsen    | Siegfried Wentz     |
| Roma 1987               | Torsten Voss   | Siegfried Wentz   | Pavel Tarnovetskiy  |
| Tokyo 1991              | Dan O'Brien    | Mike Smith        | Christian Schenk    |
| Stoccarda 1993          | Dan O'Brien    | Eduard Hämäläinen | Paul Meier          |
| Göteborg 1995           | Dan O'Brien    | Eduard Hämäläinen | Mike Smith          |
| Atene 1997              | Tomáš Dvořák   | Eduard Hämäläinen | Frank Busemann      |
| Siviglia 1999           | Tomáš Dvořák   | Dean Macey        | Chris Huffins       |
| Edmonton 2001           | Tomáš Dvořák   | Erki Nool         | Dean Macey          |
| Parigi Saint-Denis 2003 | Tom Pappas     | Roman Šebrle      | Dmitrij Karpov      |
| Helsinki 2005           | Bryan Clay     | Roman Šebrle      | Attila Zsivóczky    |
| Osaka 2007              | Roman Šebrle   | Maurice Smith     | Dmitrij Karpov      |
| Berlino 2009            | Trey Hardee    | Leonel Suárez     | Aleksandr Pogorelov |
| Taegu 2011              | Trey Hardee    | Ashton Eaton      | Leonel Suárez       |
| Mosca 2013              | Ashton Eaton   | Michael Schrader  | Damian Warner       |
| Pechino 2015            | Ashton Eaton   | Damian Warner     | Rico Freimuth       |
| Londra 2017             | Kévin Mayer    | Rico Freimuth     | Kai Kazmirek        |
| Doha 2019               | Niklas Kaul    | Maicel Uibo       | Damian Warner       |
| Oregon 2022             | Kévin Mayer    | Pierce LePage     | Zachery Ziemek      |
| Budapest 2023           | Pierce LePage  | Damian Warner     | Lindon Victor       |

## Staffetta 4×100 metri
| Edizione                | Oro                                                                                            | Argento                                                                                              | Bronzo |
| ----------------------- | ---------------------------------------------------------------------------------------------- | --- | --- |
| Helsinki 1983           | Stati Uniti Emmit King Willie Gault Calvin Smith Carl Lewis                                    | Italia Stefano Tilli Carlo Simionato Pierfrancesco Pavoni Pietro Mennea                              | Unione Sovietica Andrej Prokofjev Nikolaj Sidorov Vladimir Muravëv Viktor Bryzgin                               |
| Roma 1987               | Stati Uniti Lee McRae Lee McNeill Harvey Glance Carl Lewis Dennis Mitchell*                    | Unione Sovietica Aleksandr Yevgenyev Viktor Bryzgin Vladimir Muravëv Vladimir Krylov Andrey Fedoriv* | Giamaica John Mair Andrew Smith Clive Wright Ray Stewart                                                        |
| Tokyo 1991              | Stati Uniti Andre Cason Leroy Burrell Dennis Mitchell Carl Lewis                               | Francia Max Morinière Daniel Sangouma Jean-Charles Trouabal Bruno Marie-Rose                         | Gran Bretagna Tony Jarrett John Regis Darren Braithwaite Linford Christie                                       |
| Stoccarda 1993          | Stati Uniti Jon Drummond Andre Cason Dennis Mitchell Leroy Burrell Calvin Smith*               | Gran Bretagna Colin Jackson Tony Jarrett John Regis Linford Christie Jason John* Darren Braithwaite* | Canada Robert Esmie Glenroy Gilbert Bruny Surin Atlee Mahorn                                                    |
| Göteborg 1995           | Canada Robert Esmie Glenroy Gilbert Bruny Surin Donovan Bailey                                 | Australia Paul Henderson Tim Jackson Steve Brimacombe Damien Marsh                                   | Italia Giovanni Puggioni Ezio Madonia Angelo Cipolloni Sandro Floris                                            |
| Atene 1997              | Canada Robert Esmie Glenroy Gilbert Bruny Surin Donovan Bailey Carlton Chambers*               | Nigeria Osmond Ezinwa Olapade Adeniken Francis Obikwelu Davidson Ezinwa                              | Gran Bretagna Darren Braithwaite Darren Campbell Douglas Walker Julian Golding Dwain Chambers* Marlon Devonish* |
| Siviglia 1999           | Stati Uniti Jon Drummond Tim Montgomery Brian Lewis Maurice Greene                             | Gran Bretagna Jason Gardener Darren Campbell Marlon Devonish Dwain Chambers Allyn Condon*            | Brasile Raphael de Oliveira Claudinei da Silva Édson Ribeiro André Domingos                                     |
| Edmonton 2001           | Sudafrica Morné Nagel Corné du Plessis Lee-Roy Newton Mathew Quinn                             | Trinidad e Tobago Marc Burns Ato Boldon Jaycey Harper Darrel Brown                                   | Australia Adam Basil Paul Di Bella Steve Brimacombe Matt Shirvington                                            |
| Parigi Saint-Denis 2003 | Stati Uniti John Capel Bernard Williams Darvis Patton Joshua J. Johnson                        | Brasile Vicente de Lima Édson Ribeiro André Domingos Cláudio Roberto Souza                           | Paesi Bassi Timothy Beck Troy Douglas Patrick van Balkom Caimin Douglas Guus Hoogmoed*                          |
| Helsinki 2005           | Francia Ladji Doucouré Ronald Pognon Eddy De Lépine Luéyi Dovy Oudéré Kankarafou*              | Trinidad e Tobago Kevon Pierre Marc Burns Jacey Harper Darrel Brown                                  | Gran Bretagna Jason Gardener Marlon Devonish Christian Malcolm Mark Lewis-Francis                               |
| Osaka 2007              | Stati Uniti Darvis Patton Wallace Spearmon Tyson Gay Leroy Dixon Rodney Martin*                | Giamaica Marvin Anderson Usain Bolt Nesta Carter Asafa Powell Dwight Thomas* Steve Mullings*         | Gran Bretagna Christian Malcolm Craig Pickering Marlon Devonish Mark Lewis-Francis                              |
| Berlino 2009            | Giamaica Steve Mullings Michael Frater Usain Bolt Asafa Powell Dwight Thomas* Lerone Clarke*   | Trinidad e Tobago Darrel Brown Marc Burns Emmanuel Callender Richard Thompson Keston Bledman*        | Gran Bretagna Simeon Williamson Tyrone Edgar Marlon Devonish Harry Aikines-Aryeetey                             |
| Taegu 2011              | Giamaica Nesta Carter Michael Frater Yohan Blake Usain Bolt Dexter Lee*                        | Francia Teddy Tinmar Christophe Lemaitre Yannick Lesourd Jimmy Vicaut                                | Saint Kitts e Nevis Jason Rogers Kim Collins Antoine Adams Brijesh Lawrence                                     |
| Mosca 2013              | Giamaica Nesta Carter Kemar Bailey-Cole Nickel Ashmeade Usain Bolt Warren Weir* Oshane Bailey* | Stati Uniti Charles Silmon Mike Rodgers Rakieem Salaam Justin Gatlin                                 | Canada Gavin Smellie Aaron Brown Dontae Richards-Kwok Justyn Warner                                             |
| Pechino 2015            | Giamaica Nesta Carter Asafa Powell Nickel Ashmeade Usain Bolt Rasheed Dwyer*                   | Cina Mo Youxue Xie Zhenye Su Bingtian Zhang Peimeng                                                  | Canada Aaron Brown Andre De Grasse Brendon Rodney Justyn Warner                                                 |
| Londra 2017             | Gran Bretagna Chijindu Ujah Adam Gemili Daniel Talbot Nethaneel Mitchell-Blake                 | Stati Uniti Mike Rodgers Justin Gatlin Jaylen Bacon Christian Coleman Beejay Lee*                    | Giappone Shuhei Tada Shōta Iizuka Yoshihide Kiryū Kenji Fujimitsu Asuka Cambridge*                              |
| Doha 2019               | Stati Uniti Christian Coleman Justin Gatlin Mike Rodgers Noah Lyles Cravon Gillespie*          | Gran Bretagna Adam Gemili Zharnel Hughes Richard Kilty Nethaneel Mitchell-Blake                      | Giappone Shuhei Tada Kirara Shiraishi Yoshihide Kiryū Abdul Hakim Sani Brown Yuki Koike*                        |
| Oregon 2022             | Canada Aaron Brown Jerome Blake Brendon Rodney Andre De Grasse                                 | Stati Uniti Christian Coleman Noah Lyles Elijah Hall Marvin Bracy                                    | Gran Bretagna Jona Efoloko Zharnel Hughes Nethaneel Mitchell-Blake Reece Prescod Adam Gemili*                   |
| Budapest 2023           | Stati Uniti Christian Coleman Fred Kerley Brandon Carnes Noah Lyles J.T. Smith*                | Italia Roberto Rigali Marcell Jacobs Lorenzo Patta Filippo Tortu                                     | Giamaica Ackeem Blake Oblique Seville Ryiem Forde Rohan Watson                                                  |

Legenda: * atleti che hanno preso parte solamente ai turni eliminatori.

## Staffetta 4×400 metri
| Edizione                | Oro | Argento | Bronzo |
| ----------------------- | --- | --- | --- |
| Helsinki 1983           | Unione Sovietica Sergej Lovačëv Aleksandr Troščilo Nikolaj Černeckij Viktor Markin                                      | Germania Ovest Erwin Skamrahl Jörg Vaihinger Harald Schmid Hartmut Weber Edgar Nakladal* Martin Weppler*       | Gran Bretagna Ainsley Bennett Garry Cook Todd Bennett Phil Brown Kriss Akabusi*                             |
| Roma 1987               | Stati Uniti Danny Everett Roddie Haley Antonio McKay Butch Reynolds Michael Franks* Raymond Pierre*                     | Gran Bretagna Derek Redmond Kriss Akabusi Roger Black Phil Brown Mark Thomas* Todd Bennett*                    | Cuba Leandro Peñalver Agustín Pavó Lázaro Martínez Roberto Hernández                                        |
| Tokyo 1991              | Gran Bretagna Roger Black Derek Redmond John Regis Kriss Akabusi Ade Mafe* Mark Richardson*                             | Stati Uniti Andrew Valmon Quincy Watts Danny Everett Antonio Pettigrew Jeff Reynolds* Mark Everett*            | Giamaica Patrick O'Connor Devon Morris Winthrop Graham Seymour Fagan Howard Burnett*                        |
| Stoccarda 1993          | Stati Uniti Andrew Valmon Quincy Watts Butch Reynolds Michael Johnson Antonio Pettigrew* Derek Mills*                   | Kenya Kennedy Ochieng Simon Kemboi Abednego Matilu Samson Kitur                                                | Germania Rico Lieder Karsten Just Olaf Hense Thomas Schönlebe                                               |
| Göteborg 1995           | Stati Uniti Marlon Ramsey Derek Mills Butch Reynolds Michael Johnson Kevin Lyles* Darnell Hall*                         | Giamaica Michael McDonald Davian Clarke Danny McFarlane Gregory Haughton Dennis Blake*                         | Nigeria Udeme Ekpeyong Kunle Adejuyigbe Jude Monye Sunday Bada                                              |
| Atene 1997              | Gran Bretagna Iwan Thomas Roger Black Jamie Baulch Mark Richardson Mark Hylton*                                         | Giamaica Michael McDonald Gregory Haughton Danny McFarlane Davian Clarke Linval Laird*                         | Polonia Tomasz Czubak Piotr Rysiukiewicz Piotr Haczek Robert Maćkowiak                                      |
| Siviglia 1999           | Polonia Tomasz Czubak Robert Maćkowiak Jacek Bocian Piotr Haczek Piotr Długosielski*                                    | Giamaica Michael McDonald Gregory Haughton Danny McFarlane Davian Clarke Paston Coke* Omar Brown*              | Sudafrica Jopie van Oudtshoorn Hendrick Mokganyetsi Adriaan Botha Arnaud Malherbe                           |
| Edmonton 2001           | Bahamas Avard Moncur Chris Brown Troy McIntosh Timothy Munnings Carl Oliver*                                            | Giamaica Brandon Simpson Christopher Williams Gregory Haughton Danny McFarlane Michael Blackwood* Mario Watts* | Polonia Rafał Wieruszewski Piotr Haczek Piotr Długosielski Piotr Rysiukiewicz Jacek Bocian*                 |
| Parigi Saint-Denis 2003 | Francia Leslie Djhone Naman Keïta Stéphane Diagana Marc Raquil Ahmed Douhou*                                            | Giamaica Brandon Simpson Danny McFarlane Davian Clarke Michael Blackwood Michael Campbell* Lansford Spence*    | Bahamas Avard Moncur Dennis Darling Nathaniel McKinney Chris Brown Carl Oliver*                             |
| Helsinki 2005           | Stati Uniti Andrew Rock Derrick Brew Darold Williamson Jeremy Wariner Miles Smith* LaShawn Merritt*                     | Bahamas Nathaniel McKinney Avard Moncur Andrae Williams Chris Brown Troy McIntosh*                             | Giamaica Sanjay Ayre Brandon Simpson Lansford Spence Davian Clarke Michael Blackwood*                       |
| Osaka 2007              | Stati Uniti LaShawn Merritt Angelo Taylor Darold Williamson Jeremy Wariner Bershawn Jackson* Kerron Clement*            | Bahamas Avard Moncur Michael Mathieu Andrae Williams Chris Brown Nathaniel McKinney*                           | Polonia Marek Plawgo Daniel Dąbrowski Marcin Marciniszyn Kacper Kozłowski Rafał Wieruszewski* Witold Bańka* |
| Berlino 2009            | Stati Uniti Angelo Taylor Jeremy Wariner Kerron Clement LaShawn Merritt Lionel Larry* Bershawn Jackson*                 | Gran Bretagna Conrad Williams Michael Bingham Robert Tobin Martyn Rooney David Greene*                         | Australia John Steffensen Ben Offereins Tristan Thomas Sean Wroe Joel Milburn*                              |
| Taegu 2011              | Stati Uniti Greg Nixon Bershawn Jackson Angelo Taylor LaShawn Merritt Jamaal Torrance* Michael Berry*                   | Sudafrica Shane Victor Ofentse Mogawane Willem de Beer L.J. van Zyl Oscar Pistorius*                           | Giamaica Allodin Fothergill Jermaine Gonzales Riker Hylton Leford Green Lansford Spence*                    |
| Mosca 2013              | Stati Uniti David Verburg Tony McQuay Arman Hall LaShawn Merritt James Harris* Joshua Mance*                            | Giamaica Rusheen McDonald Edino Steele Omar Johnson Javon Francis Javere Bell*                                 | Russia Maksim Dyldin Lev Mosin Sergej Petuchov Vladimir Krasnov                                             |
| Pechino 2015            | Stati Uniti David Verburg Tony McQuay Bryshon Nellum LaShawn Merritt Kyle Clemons* Vernon Norwood*                      | Trinidad e Tobago Renny Quow Lalonde Gordon Deon Lendore Machel Cedenio Jarrin Solomon*                        | Gran Bretagna Rabah Yousif Delano Williams Jarryd Dunn Martyn Rooney                                        |
| Londra 2017             | Trinidad e Tobago Jarrin Solomon Jereem Richards Machel Cedenio Lalonde Gordon Renny Quow*                              | Stati Uniti Wilbert London Gil Roberts Michael Cherry Fred Kerley Bryshon Nellum* Tony McQuay*                 | Gran Bretagna Matthew Hudson-Smith Dwayne Cowan Rabah Yousif Martyn Rooney Jack Green*                      |
| Doha 2019               | Stati Uniti Fred Kerley Michael Cherry Wilbert London Rai Benjamin Tyrell Richard* Vernon Norwood* Nathan Strother*     | Giamaica Akeem Bloomfield Nathon Allen Terry Ricardo Thomas Demish Gaye Javon Francis*                         | Belgio Jonathan Sacoor Robin Vanderbemden Dylan Borlée Kévin Borlée Julien Watrin*                          |
| Oregon 2022             | Stati Uniti Elija Godwin Michael Norman Bryce Deadmon Champion Allison Vernon Norwood* Trevor Bassitt*                  | Giamaica Akeem Bloomfield Nathon Allen Jevaughn Powell Christopher Taylor Karayme Bartley* Anthony Cox*        | Belgio Dylan Borlée Julien Watrin Alexander Doom Kevin Borlée Jonathan Sacoor*                              |
| Budapest 2023           | Stati Uniti Quincy Hall Vernon Norwood Justin Robinson Rai Benjamin Trevor Bassitt* Matthew Boling* Christopher Bailey* | Francia Ludvy Vaillant Gilles Biron David Sombé Téo Andant Loïc Prévot*                                        | Regno Unito Alex Haydock-Wilson Charlie Dobson Lewis Davey Rio Mitcham                                      |

Legenda: * atleti che hanno preso parte solamente ai turni eliminatori.